# Bicyclus rileyi
Bicyclus rileyi är en fjärilsart som beskrevs av Condamin 1961. Bicyclus rileyi ingår i släktet Bicyclus och familjen praktfjärilar. Inga underarter finns listade i Catalogue of Life.